# Moisés Aldape
Moisés Aldape Chávez (nascido em 14 de agosto de 1981) é um ciclista profissional olímpico mexicano. Representou sua nação nos Jogos Olímpicos de Verão de 2008, na prova de corrida individual em estrada.